# Ferdinand Zirkel

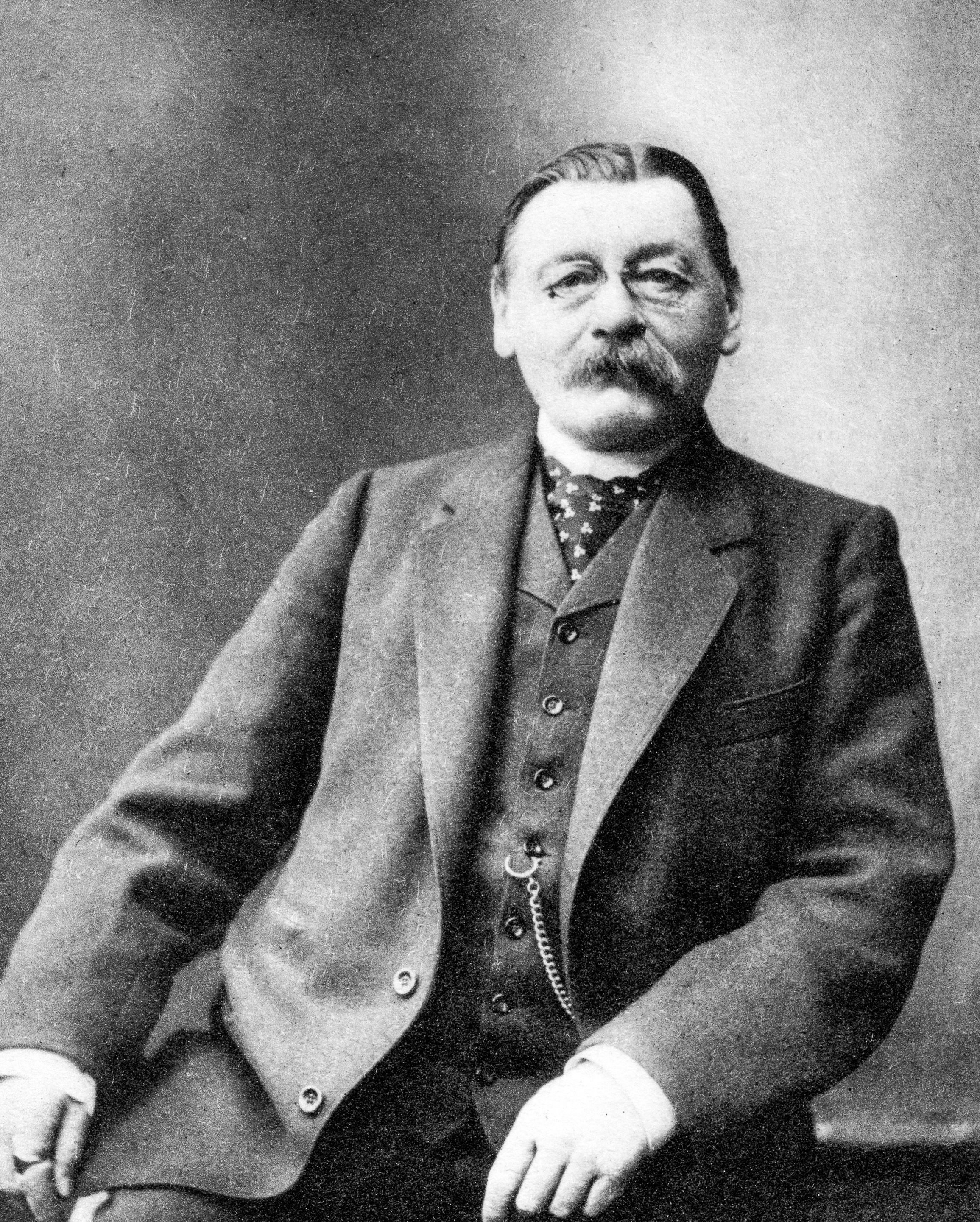
Ferdinand Zirkel

Ferdinand Zirkel (* 20. Mai 1838 in Bonn; † 11. Juni 1912 ebenda) war ein deutscher Mineraloge und Petrograph.

## Leben

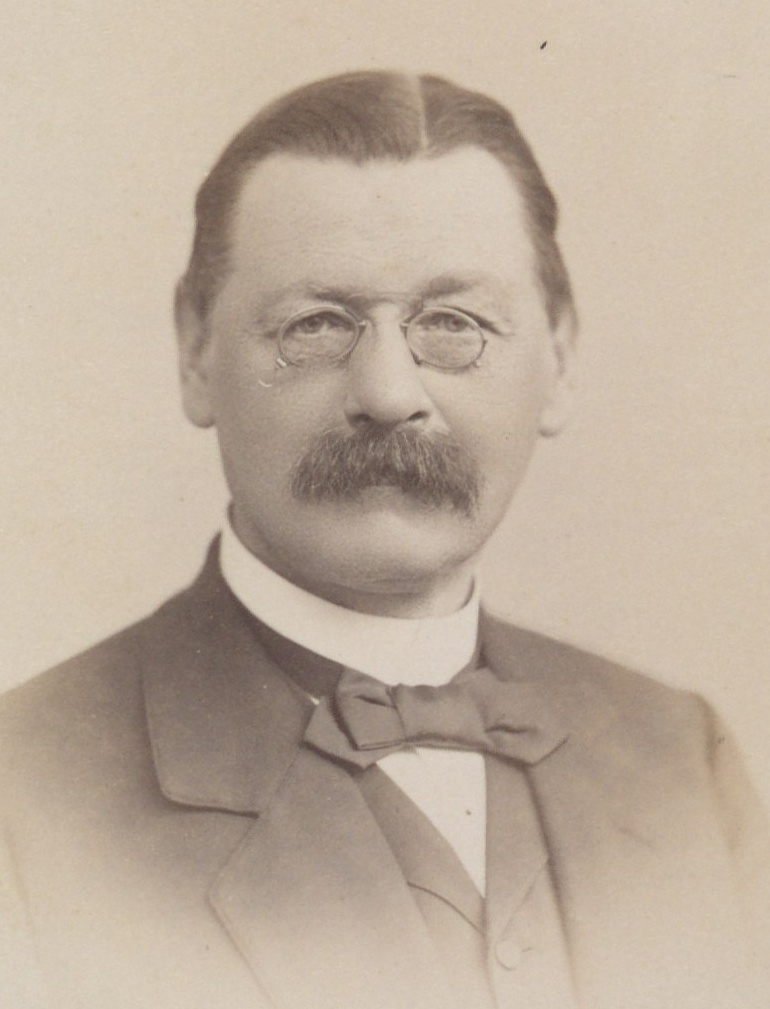
Ferdinand Zirkel, 1899

Zirkel wurde 1861 an der Universität Bonn promoviert. 1862 ging er nach Wien, wo er an der Geologischen Reichsanstalt und im Hofmineralienkabinett tätig war. Er war Professor für Geologie an den Universitäten Lemberg (1863) und Kiel (1868) sowie ab 1870 Professor für Mineralogie und Geologie an der Universität Leipzig. 1874 wurde er in die Königlich Sächsische Gesellschaft der Wissenschaften aufgenommen. 1882 wurde er korrespondierendes Mitglied der Bayerischen, 1886 der Göttinger Akademie der Wissenschaften und 1887 der Königlich-Preußische Akademie der Wissenschaften.
Im Jahr 1882 wurde er zum Mitglied der Leopoldina gewählt, 1897 in die Royal Society of London und die Royal Society of Edinburgh sowie 1903 in die National Academy of Sciences und 1909 als korrespondierendes Mitglied in die Académie des sciences. 1898 wurde er mit der Wollaston Medal der Geological Society of London ausgezeichnet. Im Jahr 1899 erhielt er die Cothenius-Medaille der Leopoldina.
Zirkels Grab befindet sich auf dem Alten Friedhof in Bonn.

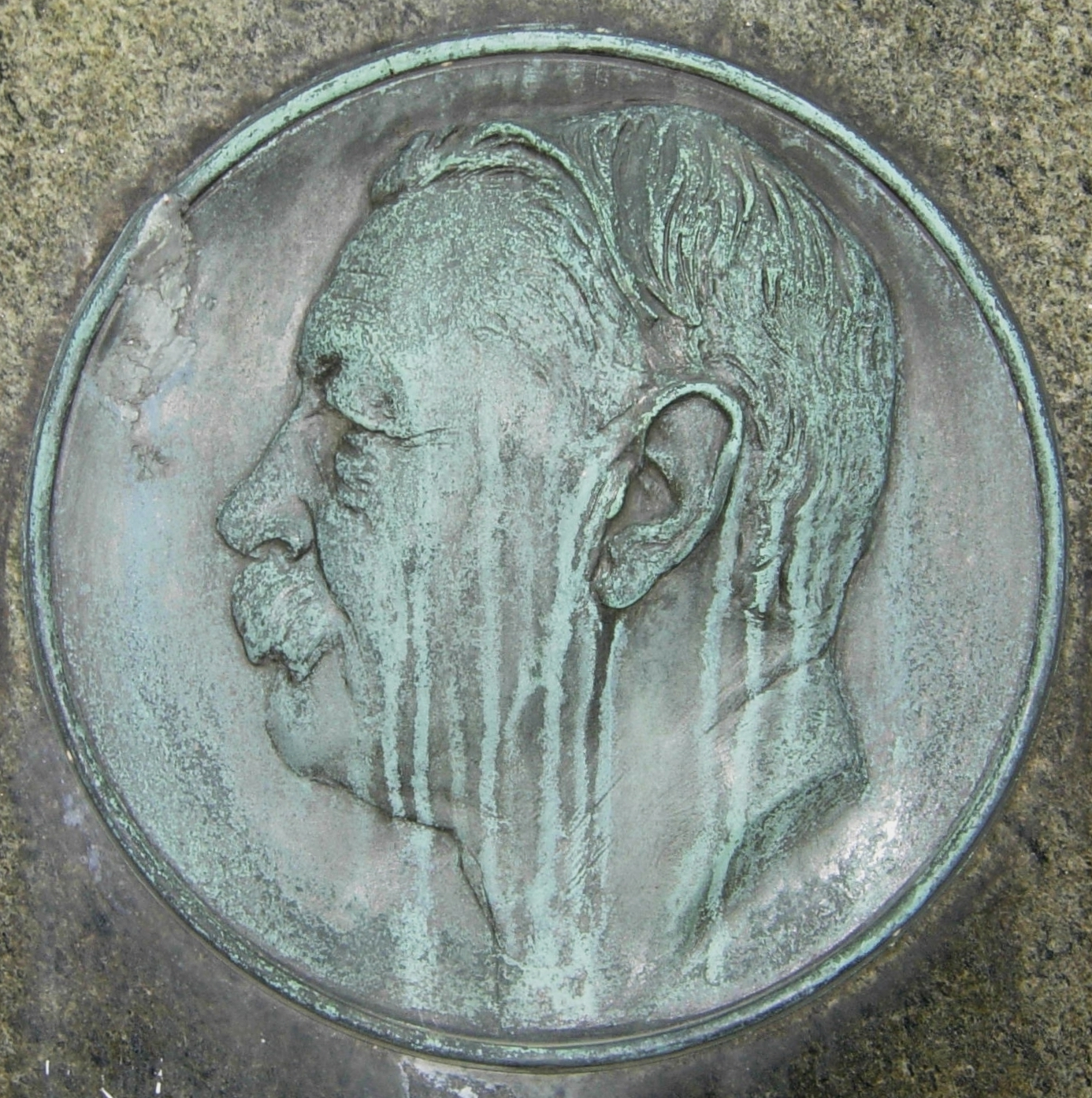
Ferdinand Zirkel (Bronzemedaillon von Carl Seffner)

Seine Schwester, Antonia Francisca Zirkel (* 11. Januar 1842 in Bonn) war verheiratet mit dem Geologen Hermann Vogelsang.
Nach ihm ist der Dorsum Zirkel auf dem Erdmond und der Mount Zirkel in den Rocky Mountains benannt.

## Wissenschaftliches Wirken
In seiner, in lateinischer Sprache verfassten, Dissertation befasste sich Zirkel mit der Geologie der Insel Island, die er im Jahre 1860 zusammen mit dem englischen Zoologen William Preyer bereist hatte. Einen Reisebericht über diesen Aufenthalt veröffentlichten die beiden Reisenden auch in deutscher Sprache.
Im Jahre 1861 begegnete Zirkel dem englischen Wissenschaftler Henry Clifton Sorby, der ihn mit der Untersuchung von Gesteinen im Dünnschliff unter dem Mikroskop vertraut machte. Zwei Jahre später veröffentlichte Zirkel eine wissenschaftliche Arbeit, in der er seine Beobachtungen an Dünnschliffen von 29 verschiedenen Gesteinen vorstellte. Diese Arbeit machte die Methoden der Gesteinsuntersuchung im Dünnschliff erstmals einem breiteren Publikum bekannt und sorgte für den breiten Durchbruch der Methode in der Petrographie, nachdem frühere Arbeiten mit Dünnschliffen auf wenig Resonanz gestoßen waren. Bisher hatte man sich bei der optischen Beschreibung von Gesteinen mit Betrachtungen mit bloßem Auge oder mit der Lupe an kompakten Handstücken oder an Gesteinspulver begnügen müssen. Hier eröffnete die mikroskopische Betrachtung völlig neue Möglichkeiten, indem man die gesteinsbildenden Minerale unmittelbar in ihrem natürlichen Verband viel besser untersuchen konnte als zuvor.
Ein weiterer Grund für den Erfolg dieser Arbeit dürfte neben der breitgefächerten Vielfalt der untersuchten Gesteine (unter anderem zahlreiche Vulkanite von Zirkels isländischer Reise) auch darin liegen, dass Zirkel darauf hinwies, dass die mikroskopischen Strukturen Aufschluss darüber geben können, unter welchen Bedingungen sich das entsprechende Gestein gebildet hatte. Fragen der Gesteinsgenese waren zu dieser Zeit ein aktuelles Thema in den Geowissenschaften, nachdem zuvor in den 1840er Jahren neptunistische Thesen wieder aufgelebt waren. Die neue Methode versprach Aufklärung und wurde sowohl von Zirkel als auch von seinem Schwager Hermann Vogelsang in den nächsten Jahren für gesteinsgenetische Studien eingesetzt.
Sonderbarerweise erkannte Zirkel selbst erst spät das Potential der Methode für die Bestimmung der einzelnen Mineralphasen in einem Dünnschliff, insbesondere entging ihm zunächst die Bedeutung der Verwendung linear-polarisierten Lichts zu diesen Zwecken, obwohl er bereits ein entsprechend ausgestattetes Mikroskop zur Verfügung hatte. So schrieb er beispielsweise, „dass das Mikroskop bei der Identifizierung der Minerale nur sehr geringe Hilfe verspricht: Labrador, Oligoklas und Orthoklas, Augit und Hornblende, Mineralien, deren Erkennung zu den wichtigsten Aufgaben der Petrographie gehört, lassen sich unter dem Mikroskop in den meisten Fällen nicht voneinander unterscheiden“. In diesem Bereich wurde die neue Methode daher nicht von ihm, sondern später von Karl Heinrich Rosenbusch weiterentwickelt.
Die Bedeutung seiner Veröffentlichung zu den Dünnschliffen wird auch daran erkennbar, dass sie damit in Zusammenhang gebracht wird, dass Zirkel drei Jahre später einen Ruf als außerordentlicher Professor an die Universität Lemberg (und später als ordentlicher Professor nach Kiel und Leipzig) erhielt, ohne sich zuvor habilitiert zu haben.
Neben der Gesteinsmikroskopie befasste sich Zirkel auch mit der Systematik der Gesteine: Die erste Auflage seines Lehrbuchs der Petrographie von 1866 wird in diesem Zusammenhang als „Höhepunkt und Abschluß der makroskopischen Klassifikationen“ angesehen. Diese erste Auflage war noch ohne Bezugnahme auf mikroskopische Gesteinsstudien geschrieben worden; die entsprechenden Kenntnisse flossen in die zweite Auflage ein.

## Werke
- Lehrbuch der Petrographie.  2 Bände, Marcus, Bonn 1866; Neuauflage: BiblioBazaar, 2008, ISBN 978-0-559-74517-1.
- Elemente der Mineralogie. [Begründet von Carl Friedrich Naumann; ab 1877 von Zirkel übernommen]. Leipzig, Engelmann, 1877, 10. Aufl.
- Geologische Skizze von der Westküste Schottlands. (1871).
- Die Umwandlungsprocesse im Mineralreich: akademische Rede, gehalten am 19. December 1870 in der Aula zu Leipzig. Lüderitz, Berlin 1871 (Digitalisat).
- Die mikroskopische Beschaffenheit der Mineralien und Gesteine. (1873).
- Die Struktur der Variolite. (1875).
- Microscopical Petrography. (In: Report of the U.S. Geological Exploration of the 40th Parallel, vol. vi, 1876).
- Limurit aus der Vallée de Lesponne. (1879).
- Über den Zirkon. (1880).